# Color Climax Corporation
Color Climax Corporation – duńskie przedsiębiorstwo zajmujące się produkcją pornografii z siedzibą w Kopenhadze. Do lat 90. XX wieku był jednym z wiodących europejskich producentów filmów i magazynów pornograficznych. Od tego czasu CCC cofnęła większość swoich zasobów, ale ponieważ jej wcześniejsze prace przyciągają wielbicieli klasycznej pornografii, CCC nadal funkcjonuje do dziś za pośrednictwem Internetu. Color Climax Corporation (CCC) rozpoczęło swoją działalność w 1967 od publikacji magazynu porno „ColorClimax”, mimo że pornografia była w Danii nielegalna do 1969.

## Filmy
W 1969 Dania zalegalizowała produkcję wszelkiego rodzaju pornografii. W latach 70. CCC zaczęła produkować 8-milimetrowe filmy pornograficzne. W latach 80. klisze filmowe zastąpiły taśmy wideo, czasami jako kompilacje wcześniej wydanego materiału. Filmy CCC zwykle zawierały szerszy zakres treści, w tym z udziałem zwierząt, w których także występowała Bodil Joensen, oraz inne treści, które nie były wówczas powszechnie dostępne. Urofilia była również wyświetlana.

## Pornografia dziecięca
Color Climax jako pierwszy wyprodukował komercyjne filmy z pornografią dziecięcą. W latach 1969–1979 Color Climax był odpowiedzialny za stosunkowo dużą dystrybucję pornografii dziecięcej. W latach 1971–1979 firma wyprodukowała 36 lub więcej 10-minutowych filmów do swojej serii Lolita.
W filmach tych występowały młode dziewczęta, głównie z mężczyznami, ale czasami z kobietami lub innymi dziećmi. Uczestniczące w nich dziewczęta były głównie w wieku od 7 do 11 lat; jednak niektóre były młodsze. Wśród tytułów znalazła się Incest Family (Rodzina kazirodztwa), Pre-Teen Sex (Seks nieletni), Sucking Daddy (Ssanie tatusia) i Child Love (Miłość dziecka).

## Magazyny
CCC było również znane z serii czasopism z tytułami takimi jak „Color Climax” i „Rodox”. Były one uważane za jedne z najlepszych magazynów pornograficznych w Europie. Tak było w szczególności w Wielkiej Brytanii, gdzie przed rokiem 2000 sprzedaż ostrego porno była nielegalna. Przed tą datą niektóre brytyjskie sex shopy sprzedawały brytyjskie magazyny softcore w plastikowych opakowaniach z przednią okładką „Rodox” lub „Colour Climax”. Te same sklepy czasami sprzedawały reprodukcje tytułów CCC, z usuniętymi wszelkimi hardkorowymi obrazami. Magazyny CCC prezentowały szeroki wybór gwiazd europejskich i amerykańskich, m.in.: Tom Byron, John Holmes, Ron Jeremy, Roberto Malone, Sean Michaels, Peter North, Rocco Siffredi i Christoph Clark. Zestawy fotograficzne zwykle zaczynały się od w pełni odzianych, a kończyły się obrazem męskiego wytrysku, historią dzieloną z innymi duńskimi magazynami z tego okresu, takimi jak „Fucking” i „Con Amore”. Wiele z tych zdjęć pozostało dostępnych od połowy maja 2014. Za pośrednictwem strony internetowej Color Climax, a także rozpowszechniano je szeroko – choć były tak rozpowszechniane z naruszeniem praw autorskich – w Internecie za pośrednictwem sieci udostępniania plików i innych źródeł. Fotografie z serii filmów Lolita zostały również opublikowane w czasopismach „Color Climax”. Do 2006 firma opublikowała ponad 3 tys. różnych książek i czasopism, w sumie ponad 140 mln wydań; 8,5 mln filmów i prawie milion kaset wideo.

## Tytuły magazynów
Początkowo firma publikowała różne jednorazowe magazyny z tytułami takimi jak „Carnaby Kinks”, „Young Lesbians” i „Fuck Around the Clock”, zanim zdecydowała się na serię tytułów numerowanych. Zostały one wyprodukowane w formacie A5, składały się z kolorowych fotografii i zazwyczaj zawierały pięć lub sześć zestawów zdjęć po około dziesięciu stron; każdemu zestawowi towarzyszyłby krótki opisowy tekst. Chociaż nie wszystkie tytuły były wyświetlane jednocześnie, tematyka poszczególnych czasopism często się pokrywała. Wiele tematów, takich jak duży biust, międzyrasowość, mundur lub o tematyce etnicznej, pojawiłoby się w dowolnym tytule, zależnie od wykonywanej czynności, a nie od uczestników.
- „Danish Hard Core” (później „Hard Core”) – konwencjonalne hardkorowe zdjęcia przedstawiające uczestników płci męskiej i żeńskiej.
- „Teenage Sex” – nastoletnie dziewczyny w softcore i hardkorowych zestawach zdjęć. Później dołączyły do nich „Teenage School Girls”.
- „Blue Climax” – mieszanka zestawów zdjęć hardcore i softcore.
- „Rodox” – mieszanka zestawów zdjęć hardcore i softcore.
- „Anal Sex” – hardcorowe zestawy zdjęć koncentrujące się na stosunku analnym i podwójnej penetracji. Po raz pierwszy opublikowany w 1970.
- „Exciting” – mieszanka zestawów zdjęć hardcore i softcore.
- „New Cunts” – hardcorowe zestawy zdjęć, początkowo skupiające się na modelkach z ogolonymi narządami płciowymi.
- „Sex Bizarre” – hardcorowe zestawy zdjęć skupiające się na sporty wodne oraz, we wcześniejszych wydaniach, koprofilii.
- „Lesbian Love” – zestawy dziewczyna z dziewczyną.
- „Transsexual Love” – mieszanka hardcorowych i softcore zestawów transpłciowych modeli męskich i żeńskich, zwykle w połączeniu z modelami męskimi podczas stosunku oralnego i odbytu.
- „Animal Lover” – magazyn zoofilii, zwykle zawierający pary kobiet i zwierząt.
- „Erotic Desire” – wraz z „Pussycat” i „Sexual Fantasy” – przedruki edytowanych zestawów i selekcji ze starszych czasopism.
- „Cover Girls” – wraz z „Sexy Girls”, zestawy solo softcore z modelkami.

W połowie lat 90. tytuły czasopisma zostały sprzedane niemieckiemu studiu Silwa, które kontynuowało je dzięki własnym zestawom obrazów z podobnymi scenami.